# Saczkowce
Saczkowce [sat͡ʂˈkɔft͡sɛ] est un village polonais de la gmina de Kuźnica dans le powiat de Sokółka et dans la voïvodie de Podlachie. Il se situe à environ 9 kilomètres au nord de Kuźnica, à 23 kilomètres au nord-est de Sokółka et à 61 kilomètres au nord-est de Białystok. 
Le village compte approximativement 190 habitants.